# 昂泽
昂泽（法語：Anzex）是法国洛特-加龙省的一个市镇，属于内拉克区（Nérac）卡斯泰尔雅卢县（Casteljaloux）。该市镇总面积23.24平方公里，2009年时的人口为280人。

## 人口
昂泽人口变化图示